# Alosa immaculata
Alosa immaculata (đồng nghĩa Alosa pontica) là một loài cá thuộc chi Alosa, sinh sống tại biển Đen và biển Azov.

## Phân bố
Alosa immaculata sống ở biển Đen và biển Azov, bao gồm các quốc gia như Bulgaria, Gruzia, Moldova, Nga, Romania, Serbia, Thổ Nhĩ Kỳ, Ukraine. Nó cũng có thể được bắt gặp ở biển Marmara thuộc Thổ Nhĩ Kỳ. Cá trưởng thành di cư theo đường sông để đẻ trưng. Loài này di cư đến và đẻ trứng ở sáu con sông: Danube, Dnieper, Dniester, Nam Bug, Đông và Kuban. Trước đây cá di cư đến tận thượng nguồn, xa tới 1.600 km ở sông Danube và tới 900 km ở sông Đông, nhưng nay đập nước đã cản trở điều này.

## Phân loài
Theo Fish Base loài này có 3 phân loài:
- Alosa pontica pontica: Biển Đen và các con sông đổ vào nó.
- Alosa pontica kessleri: Biển Caspi.
- Alosa pontica volgensis: Biển Caspi.